# Nihon Hidankyo
La Confederación Japonesa de Organizaciones de Víctimas de las Bombas A y H (Consejo de Organizaciones de Víctimas de las Bombas Atómicas y de Hidrógeno de Japón, Nihon gensuibaku higaisha dantai kyōgi-kai), a menudo abreviada como Nihon Hidankyō, es un grupo formado por hibakusha en 1956 con el objetivo de presionar al gobierno japonés para que mejorara el apoyo a las víctimas y presionar a los gobiernos para que abolieran las armas nucleares.
Las actividades de la organización incluían proporcionar miles de testimonios, emitir resoluciones y llamamientos públicos y enviar delegaciones anuales a varias organizaciones internacionales, incluidas las Naciones Unidas, para abogar por el desarme nuclear mundial.
Esta organización recibió el Premio Nobel de la Paz 2024 «por sus esfuerzos para lograr un mundo libre de armas nucleares y por demostrar mediante testimonios de testigos que las armas nucleares nunca deben volver a utilizarse».

## Historia
Nihon Hidankyo es una organización nacional formada por grupos de sobrevivientes de las víctimas de las bombas atómicas de Hiroshima y Nagasaki en cada prefectura. La lluvia radiactiva de Castle Bravo, una prueba de armas termonucleares realizada en el atolón Bikini por los Estados Unidos en 1954, causó un síndrome de radiación aguda en los residentes de los atolones vecinos y en 23 miembros de la tripulación del buque pesquero japonés Daigo Fukuryū Maru. Esto llevó a la formación del Consejo Japonés contra las Bombas Atómicas y de Hidrógeno en Hiroshima al año siguiente. Inspirados y apoyados por este movimiento, los sobrevivientes de la bomba atómica fundaron Nihon Hidankyo el 10 de agosto de 1956, en la segunda conferencia anual del consejo en Nagasaki. Sin embargo, la solidaridad del movimiento se vio comprometida cuando el consejo se involucró en el movimiento contra el Tratado de Seguridad entre Estados Unidos y Japón junto con el Partido Socialista de Japón, de tendencia izquierdista, en 1959. Un gran número de partidarios se retiraron del Consejo y, con el apoyo de los conservadores Demócratas Liberales, se estableció una nueva organización, dirigida por Masatoshi Matsushita, líder del anticomunista Partido Socialista Democrático. En 1961, cuando la Unión Soviética reanudó las pruebas nucleares, el ala comunista del consejo se negó a denunciarlas, lo que provocó una grave tensión interna. Esto llevó a una nueva división en el movimiento, con un grupo respaldado por el Partido Socialista de Japón que denuncia las pruebas nucleares de cualquier nación separándose como un nuevo consejo. Estas tensiones dentro de los movimientos antinucleares causaron que algunos Hidankyos prefecturales se dividieran a nivel local, como en Hiroshima, donde hay Hidankyos respaldados por el Partido Socialista y por el Partido Comunista con el mismo nombre. La organización nacional decidió no alinearse con ningún movimiento político en 1965, después de que se politizaran mucho.

## Actividades
A partir de octubre de 2024, las actividades de Nihon Hidankyo incluyen:
- Defensa de la abolición de las armas nucleares y exigencias de compensaciones estatales.
- Acciones de petición ante el gobierno japonés, las Naciones Unidas y otros gobiernos.
- Eliminación y remoción de las armas nucleares, establecimiento de un tratado internacional para el desarme nuclear, celebración de conferencias internacionales, promulgación de leyes no nucleares y fortalecimiento de las medidas de apoyo a los hibakusha.
- Concientizar sobre las realidades de los bombardeos atómicos tanto a nivel nacional como internacional.
- Investigación, estudio, publicación, exposiciones y reuniones sobre los daños causados por las bombas atómicas.
- Actividades de consulta y apoyo a los hibakusha.

## Miembros notables

### Funcionarios actuales[12]

#### Copresidentes
- Terumi Tanaka: expuesto a la radiación a 3,2 km del hipocentro de Nagasaki a la edad de 13 años; asumió el cargo el 14 de junio de 2017.[13]
- Shigemitsu Tanaka: expuesto a la radiación a 6 km del hipocentro de Nagasaki a la edad de 4 años;[14] asumió el cargo el 14 de junio de 2018.[13]
- Toshiyuki Mimaki: expuesto a la radiación en su casa de Hiroshima a la edad de 3 años;[15]asumió el cargo el 9 de junio de 2022.[16]

#### Secretario general
- Sueichi Kido: expuesto a la radiación en Nagasaki a la edad de 5 años; asumió el cargo el 7 de junio de 2017.[16]

### Exfuncionarios
- Sumiteru Taniguchi: gravemente herido por la bomba de Nagasaki a 1,8 km del hipocentro a la edad de 16 años; copresidente hasta su muerte el 20 de agosto de 2017.[17]
- Sunao Tsuboi: gravemente herido por la bomba de Hiroshima a 1,5 km del hipocentro a la edad de 20 años; copresidente hasta su muerte el 24 de octubre de 2021.[18]
- Mikiso Iwasa: gravemente herido por la bomba de Hiroshima en su casa, a 1,2 km del hipocentro, a la edad de 16 años; copresidente hasta su muerte el 7 de septiembre de 2020.[19]

## Honores
- 2003: Premio de la Paz Seán MacBride.[20]
- 2010: Premio al Activismo Social de la Cumbre Mundial de Premios Nobel de la Paz.[21]
- 2024: Premio Nobel de la Paz.[2]

Antes de recibir el Premio Nobel de la Paz, Nihon Hidankyo también fue nominado en 1985, 1994 y 2015 por la Oficina Internacional de la Paz (IPB), con sede en Suiza.